# I levernets bekymmer sänkt
I levernets bekymmer sänkt är en svensk begravningspsalm skriven av Laurentius Paulinus Gothus. Psalmen hette från början Medan man lever i världen säll, texten bearbetades av Johan Olof Wallin och fick titeln I levernets bekymmer sänkt.

## Publicerad i
- Göteborgspsalmboken 1650 under rubriken "Om Döden och Domen".[3]
- Den svenska psalmboken 1694 som nummer 445 under rubriken "Död- och Begrafnings Psalmer".
- 1695 års psalmbok som nummer 380 under rubriken "Dödz- och Begrafningz-Psalmer".[1]
- Den svenska psalmboken 1819 som nummer 454 under rubriken "Med avseende på de yttersta tingen: Livets korthet och dödens visshet".
- Den svenska psalmboken 1937 som nummer 544 under rubriken "De yttersta tingen: Livets förgänglighet och evighetens allvar".